# Калиновка (Тайиншинський район)
Кали́новка (каз. Калинов) — село у складі Тайиншинського району Північноказахстанської області Казахстану. Входить до складу Абайського сільського округу.
Населення — 327 осіб (2021; 509 у 2009, 702 у 1999, 827 у 1989).
Національний склад станом на 1989 рік:
- поляки — 66 %.